# Wohnhaus Deichstraße 23
Das Wohnhaus Deichstraße 23, direkt an der Oste unweit des Schiffsanlegers und des Ortskerns, in der niedersächsischen Samtgemeinde Land Hadeln, Gemeinde Oberndorf im Landkreis Cuxhaven, stammt aus der zweiten Hälfte des 19. Jahrhunderts. Aktuell (2024) wird es als Wohnhaus genutzt.
Das Gebäude steht unter Denkmalschutz (siehe auch Liste der Baudenkmale in Oberndorf (Oste)).

## Beschreibung
Das eingeschossige traufständige schlichte Gebäude in Fachwerk mit weißen Steinausfachungen und massiver Rückseite sowie mit pfannengedecktem Satteldach und Schleppgaube stammt von etwa 1850 bis 1900. Die Giebeldreiecke wurden regionaltypisch senkrecht verbrettert.
Das Landesdenkmalamt befand u. a.: Es hat „… eines der wenigen älteren Fachwerkgebäude der Deichrandbebauung …“